# Jan Janků
Jan Janků (né le 10 août 1971 à Česká Lípa) est un ancien athlète tchèque, spécialiste du saut en hauteur.
Son meilleur saut est de 2,29 m (Prague, 1997) mais il a réalisé 2,30 m en salle.
Frère de Tomáš Janků, il est marié avec Katerina Babova, la sœur du sauteur en hauteur Jaroslav Bába.